# Durlaß
Durlaß ist eine Ortschaft und eine Katastralgemeinde der Gemeinde Rohrbach an der Gölsen im Bezirk Lilienfeld in Niederösterreich.

## Geografie
Die Streusiedlung liegt nördlich von Rohrbach und südlich unterhalb der Jubiläumsweide in einer nach Süden exponierten Lage. Zur Ortschaft zählen die Lagen Gruber, Luger und Wagenhof sowie der Orthof. Im Osten führt die Landesstraße 132 vorüber.

## Siedlungsentwicklung
Zum Jahreswechsel 1979/1980 befanden sich in der Katastralgemeinde Durlaß insgesamt 25 Bauflächen mit 13.014 m² und 30 Gärten auf 127.680 m², 1989/1990 gab es 20 Bauflächen. 1999/2000 war die Zahl der Bauflächen auf 41 angewachsen und 2009/2010 bestanden 25 Gebäude auf 41 Bauflächen.

## Geschichte
Im Jahr 1822 wurde der Ort mit 13 zerstreuten Häusern genannt, die nach Rohrbach eingepfarrt waren, wohin auch die Kinder eingeschult wurden. Die Herrschaft Lilienfeld besaß die Ortsobrigkeit, übte die Landgerichtsbarkeit aus und besorgte die Konskription. Die Untertanen und Grundholde des Ortes gehörten den Herrschaften Lilienfeld, Kreisbach und Göttweig. Laut Adressbuch von Österreich waren im Jahr 1938 in Durlaß mehrere Landwirte mit Ab-Hof-Verkauf ansässig.

## Bodennutzung
Die Katastralgemeinde ist landwirtschaftlich geprägt. 187 Hektar wurden zum Jahreswechsel 1979/1980 landwirtschaftlich genutzt und 121 Hektar waren forstwirtschaftlich geführte Waldflächen. 1999/2000 wurde auf 162 Hektar Landwirtschaft betrieben und 153 Hektar waren als forstwirtschaftlich genutzte Flächen ausgewiesen. Ende 2018 waren 160 Hektar als landwirtschaftliche Flächen genutzt und Forstwirtschaft wurde auf 151 Hektar betrieben. Die durchschnittliche Bodenklimazahl von Durlaß beträgt 21,3 (Stand 2010).